# Live CBGB’s NYC 1998
Live CBGB’s NYC 1998 – album koncertowy artystów Aleca Empire i Merzbow, nagrany 4 listopada 1998 roku na festiwalu Digital Hardcore w klubie CBGB w Nowym Jorku i wydany 15 lipca 2003 roku.

## Lista utworów
1. "The Alliance" – 3:17
2. "The Destroyer and Merzbow" – 2:24
3. "A Fire Will Burn" – 0:48
4. "Nightmare Vision" – 2:08
5. "The Full Destroyer/Merzbow Meltdown" – 4:26
6. "The White Man Destroys His Own Race" – 2:28
7. "Curse of the Golden Angel" – 3:26
8. "The Predator" – 1:49
9. "Brooklyn Connection" – 2:10
10. "Dawn" – 1:48
11. "The Slayer Calls at Night" – 5:08
12. "Blow this Thing" – 2:13
13. "606: The Number of the Beast" – 1:00
14. "202 Lightyears from Home" – 1:18
15. "Shock Treatment for Corporate Control" – 1:18
16. "Enter the Forbidden Space" – 2:18
17. "A Degenerated Nation Reacting to Fear" – 5:31
18. "A Degenerated Nation Reacting to Fear Pt.II" – 8:25
19. "Some Might Even Die..." – 4:08